# Sprague (Washington)
Sprague je grad u američkoj saveznoj državi Washington. Prema popisu stanovništva iz 2010. u njemu je živjelo 446 stanovnika.